# Глубокое (озеро, Кингисеппский район)
Глубо́кое — озеро на западе Ленинградской области, на территории Кингисеппского района.
Глубокое озеро названо так не случайно: глубина в нём достигает 24 метров, площадь — 4,2 квадратного километра. Площадь водосборного бассейна — 35 км². Из озера вытекает речка Кямиши, соединяющая его с Бабинским озером.
Берега холмистые, изрезанные лощинами и оврагами, по которым весной с шумом проносятся потоки талых вод. Песчаные пляжи часто сменяются россыпями гальки. Повсюду масса валунов. Они то образуют целые завалы, то виднеются одиночками среди деревьев. Обилие камня придаёт озеру суровый облик, но не лишает его привлекательности. Вокруг хорошие смешанные леса из ели, берёзы, осины, черёмухи; нередко можно встретить представителей более южной флоры — дуб и липу. Среди обитателей озера наибольшую ценность представляет ондатра.